# Фирминьо, Эмерсон Луис
Эмерсон Луис Фирминьо (порт. Émerson Luiz Firmino; 28 июля 1973, Кампинас, Бразилия) — бразильский футболист, нападающий.
Начал карьеру на родине, в клубе «Сан-Паулу», затем играл за «Гуарани» из Кампинаса. В 1991 году находился в составе итальянской команды «Беллинцаго». Затем играл в Германии за «Гамбург» и «Хольштайн», позже за бразильский «Васко да Гама» и японский «Сёнан Бельмаре».
В начале 1996 года перешёл в днепропетровский «Днепр», вместе с которым стал бронзовым призёром чемпионата Украины. После играл за «Санкт-Паули», МВВ и «Юрдинген 05». В 2003 году перешёл в «Катар СК», с которым занял второе место в чемпионате Катара. Затем являлся игроком клубов — «Тяньцзинь Тэда», «Унион», «Америка», «Хапоэль» и «Реал Эспанья». Карьеру завершил выступая за клубы из низших лиг Германии.

## Биография

### Начало карьеры (1990—1995)
Начал профессиональную карьеру в 1990 году в «Сан-Паулу», в составе команды провёл 1 матч в чемпионате Бразилии. Затем он перешёл в «Гуарани» из Кампинаса, который выступал в чемпионате Бразилии (Серии B). В 1991 он также выступал за итальянский клуб «Беллинцаго».
Летом 1991 года перешёл в стан «Гамбурга». 24 августа 1991 года он дебютировал в чемпионате Германии в выездном матче против «Кайзерслаутерна» на стадионе имени Фрица Вальтера. Главный тренер «Гамбурга» Герд Фолкер Шок выпустил его на поле на 60 минуте, вместо Армина Эка. Встреча закончилась с ничейным счётом (0:0). В своём последнем матче за «Гамбург» 16 мая 1992 года против «Ганзы» (1:0), Эмерсон забил единственный гол в игре, на 66 минуте в ворота Даниэля Хоффманна после паса Йорг Боде, и принёс команде победу. Всего за «Гамбург» он провёл 4 матча и забил 1 гол в чемпионате Германии.
В основном же Эмерсон выступал за фарм-клуб «Гамбурга» в Оберлиге «Север» и провёл за него в течение двух сезонов 30 матчей и забил 6 мячей. В сезоне 1991/92 он провёл 2 матча в Кубке Германии за вторую команду «Гамбурга». В 3-м раунде его команда обыграла берлинскую «Бергман Борзиг» (0:0 основное время и 6:5 по пенальти), в серии послематчевых пенальти Эмерсон забил один из голов. В следующем раунде команда уступила «Карлсруэ» (0:1), Эмерсон вышел на 59 минуте, вместо Йенса Бохерта, а на 72 минуте получил жёлтую карточку.
Летом 1993 года перешёл в «Хольштайн» из города Киль. Клуб выступал в Оберлиге «Север», Фирминьо сыграл в 25 матчах и забил 10 мячей. В 1994 году находился в составе «Васко да Гама», однако за клуб он так и не сыграл. В 1995 году выступал за «Сёнан Бельмаре» из города Хирацука в чемпионате Японии он забил 12 мячей в 8 матчах.

### «Днепр» (Днепропетровск)
Зимой 1996 года перешёл в днепропетровский «Днепр». Главный тренер «Днепра» Бернд Штанге впервые повёз команду на дальние заграничные сборы в Бразилию, где и был подписан Эмерсон. В команде он взял себе 11 номер на футболке. В чемпионате Украины он дебютировал 18 марта 1996 года в домашнем матче против донецкого «Шахтёра» (2:2), Эмерсон вышел на 68 минуте вместо Валентина Москвина. После чего стал первым бразильцем в чемпионате Украины. Во время пребывания в Днепропетровске он некоторое время вёл замкнутый образ жизни из-за адаптации к холодному климату, но когда Бернд Штанге нашёл 2 ящика с видеокассетами фильмов на португальском языке, он начал забивать голы.
28 марта 1996 года в домашней встрече против кременчугского «Кремня» (2:0), Эмерсон забил свой первый гол в чемпионате Украины, на 28 минуте в ворота Юрия Чумака. 21 мая 1996 года в игре против львовских «Карпат» (3:0), Луис Фирминьо оформил дубль, забив первые два мяча в матче на 67 и 71 минутах, в ворота Эльхана Расулова.
Всего за «Днепр» он сыграл в 14 матчах, в которых забил 7 мячей и получил 1 жёлтую карточку. У Эмерсона была отличная техника, свойственная бразильским игрокам и непривычная для игроков чемпионата Украины, именно поэтому он сумел отличиться 7 голами. По итогам сезона 1995/96 «Днепр» стал бронзовым призёром, уступив лишь одесскому «Черноморцу» и киевскому «Динамо». Играя за «Днепр» он получил прозвище Мерседес.

### «Санкт-Паули», МВВ и «Юрдинген 05»
Летом 1996 года перешёл в «Санкт-Паули», который базировался в пригороде Гамбурга. В «Санкт-Паули» он оказался по рекомендации Бернда Штанге. В команде он взял 17 номер. 16 августа 1996 года он дебютировал в составе команды в чемпионате Германии в домашнем матче против мюнхенской «Баварии» (1:2), Эмерсон вышел на 70 минуте вместо Йенса Шарпинга. 9 апреля 1997 года он забил единственный мяч в составе команды, в ворота «Бохума» на 6 минуте в ворота Уве Господарека, после паса Торе Педерсена. Матч закончился со счётом (2:1). Всего в чемпионате Германии за «Санкт-Паули» он провёл 23 матча, забил 1 гол и получил 2 жёлтые карточки и 1 удаление с поля.
В Кубке Германии 1996/97 он сыграл в 3 матчах и забил 1 гол, 10 августа 1996 года в выездном матче против «Рот-Вайсса» из Оберхаузена, Эмерсон забил 3 мяч в игре на 60 минуте в ворота Оливера Адлера. В итоге его команда одержала победу со счётом (1:4). В итоге «Санкт-Паули» дошло до четвертьфинала, где уступило клубу «Энерги Котбус».
Летом 1997 года перешёл в нидерландский клуб МВВ из города Маастрихт, который в сезоне 1996/97 стал победителем Первого дивизиона Нидерландов и вышел в Высший дивизион. В сезоне 1997/98 МВВ заняло 15 из 18 команд место, Луис Фирминьо сыграл в 12 матчах и забил 4 мяча. В следующем сезоне 1998/99 МВВ улучшило прошлогодний результат, заняв 14 место. Эмерсон сыграл в 24 играх и забил 9 мячей. В сезоне 1999/00 команда вылетела в Первый дивизион, Фирминьо в этом сезоне провёл 24 матча и забил 7 голов. После вылета в Первый дивизион он в сезоне 2000/01 сыграл 11 матчей и забил 2 гола. Всего за МВВ он провёл 71 матч и забил 22 гола.
В 2001 году перешёл в клуб «Юрдинген 05», который выступал в Региональной лиге Германии. В команде он играл под 24 номером. В сезоне 2001/02 он забил 10 мячей в 15 матчах. Юрдинген занял 5 место по итогам того сезона. Также в этом сезоне он провёл 2 матча в Кубке Германии. В следующем сезоне 2002/03 «Юрдинген» занял 10 место в турнире, Эмерсон провёл всего 17 матчей и забил 2 гола. Всего за «Юрдинген 05» он провёл в Региональной лиге 33 матча и забил 12 мячей.

### Дальнейшая карьера
В 2003 году он перешёл в «Катар СК» из города Доха, который выступал в чемпионате Катара. В сезоне 2003/04 клуб стал серебряным призёром чемпионата, уступив «Аль-Садду». Затем он перешёл в китайский «Тяньцзинь Тэда» из города Тяньцзинь, который выступал в чемпионате Китая и в сезоне 2004 занял 6 место.
Осенью 2004 года он подписал контракт с берлинским «Унионом», после двухнедельного просмотра, главным тренером клуба тогда был Вернер Фогт. Клуб выступал в Региональной лиге Германии. В команде он взял 31 номер на футболке. В составе «Униона» провёл всего 5 матчей. В январе 2005 года он разорвал свой контракт с клубом по обоюдному согласию сторон.
Затем он находился в составе бразильского клуба «Америка» из Рио-де-Жанейро, который выступал в Лиге Кариока. После этого он выступал за «Хапоэль» из города Петах-Тиква и провёл за него в чемпионате Израиля 5 игр. В 2006 году он являлся игроком гондурасского клуба «Реал Эспанья» из города Сан-Педро-Сула.
Летом 2007 года перешёл в клуб «Хоэнвештедт» и в сезоне 2007/08 провёл за него 27 матчей и забил 19 мячей в одном из низших дивизионов Германии. Позже он перешёл в клуб «Тюрк Спор/Итцехор». С лета 2011 года является игроком клуба «Итцехо», где выступал под 9 номером. В 2013 году завершил карьеру игрока. Сейчас он живёт в Хоэнвештедте, где работает персональным тренером в тренажёрном зале «Эльф».

## Достижения
- Бронзовый призёр чемпионата Украины: 1995/96
- Серебряный призёр чемпионата Катара: 2003/04